# Cnemidocarpa clara
Cnemidocarpa clara är en sjöpungsart som först beskrevs av Hartmeyer 1906.  Cnemidocarpa clara ingår i släktet Cnemidocarpa och familjen Styelidae. Inga underarter finns listade i Catalogue of Life.